# Cotoneaster nitidifolius
Cotoneaster nitidifolius là loài thực vật có hoa trong họ Hoa hồng. Loài này được C. Marquand mô tả khoa học đầu tiên năm 1930.